# 中國社會科學院語言研究所
中国社会科学院语言研究所是中國社會科學院下設的一個汉语語言研究機構，成立于1950年6月，當時名為中国科学院语言研究所。1977年，中国社会科学院成立后，中国科学院语言研究所更名為中国社会科学院语言研究所。
中国社会科学院语言研究所下设十个专业研究室，分別為句法语义学研究室、历史语言学研究一室、历史语言学研究二室、方言研究室、语音研究室、应用语言学研究室、当代语言学研究室、词典编辑室、《新华字典》编辑室、新型辞书编辑室，另有《中国语文》编辑部。
中国社会科学院语言研究所主辦三家学术期刊，分別為《中国语文》、《方言》和《当代语言学》以及学术集刊《历史语言学研究》、《语法研究和探索》、《上古汉语研究》、《互动语言学与汉语研究》、《方言语法论丛》和《语言类型学集刊》等。中国社会科学院语言研究所還負責修订和編寫《现代汉语词典》、《新华字典》、《现代汉语大词典》等辭書。

## 外部連結
- 官方网站